# Saint-Sornin-Lavolps
Saint-Sornin-Lavolps è un comune francese di 957 abitanti situato nel dipartimento della Corrèze nella regione della Nuova Aquitania.

## Società

### Evoluzione demografica
Abitanti censiti